# Matschie-Baumkänguru

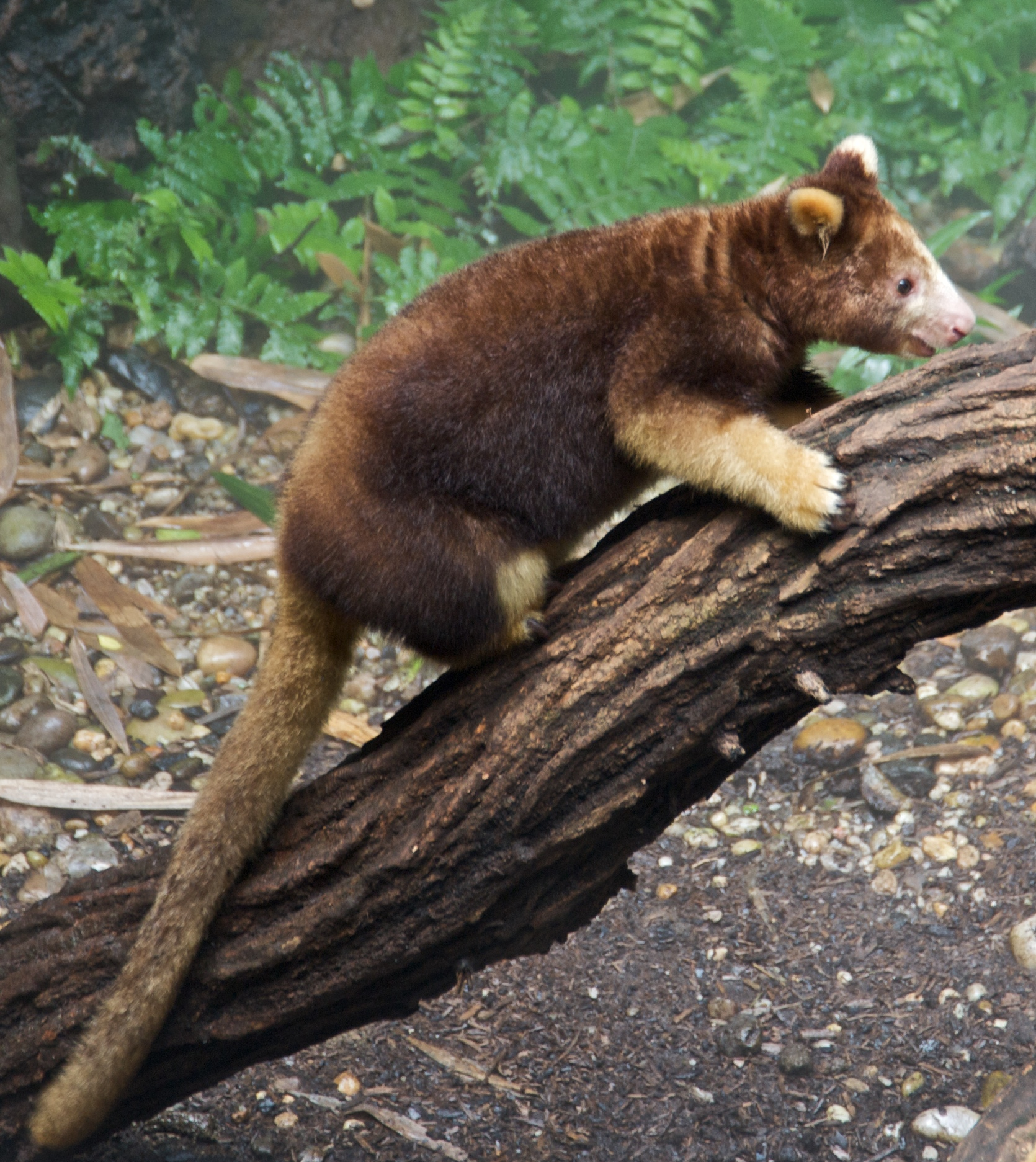
Matschie-Baumkänguru

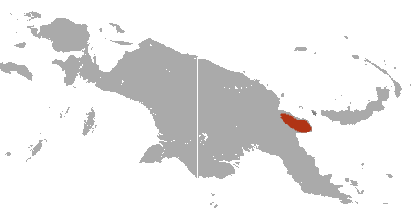
Verbreitungsgebiet des Matschie-Baumkängurus

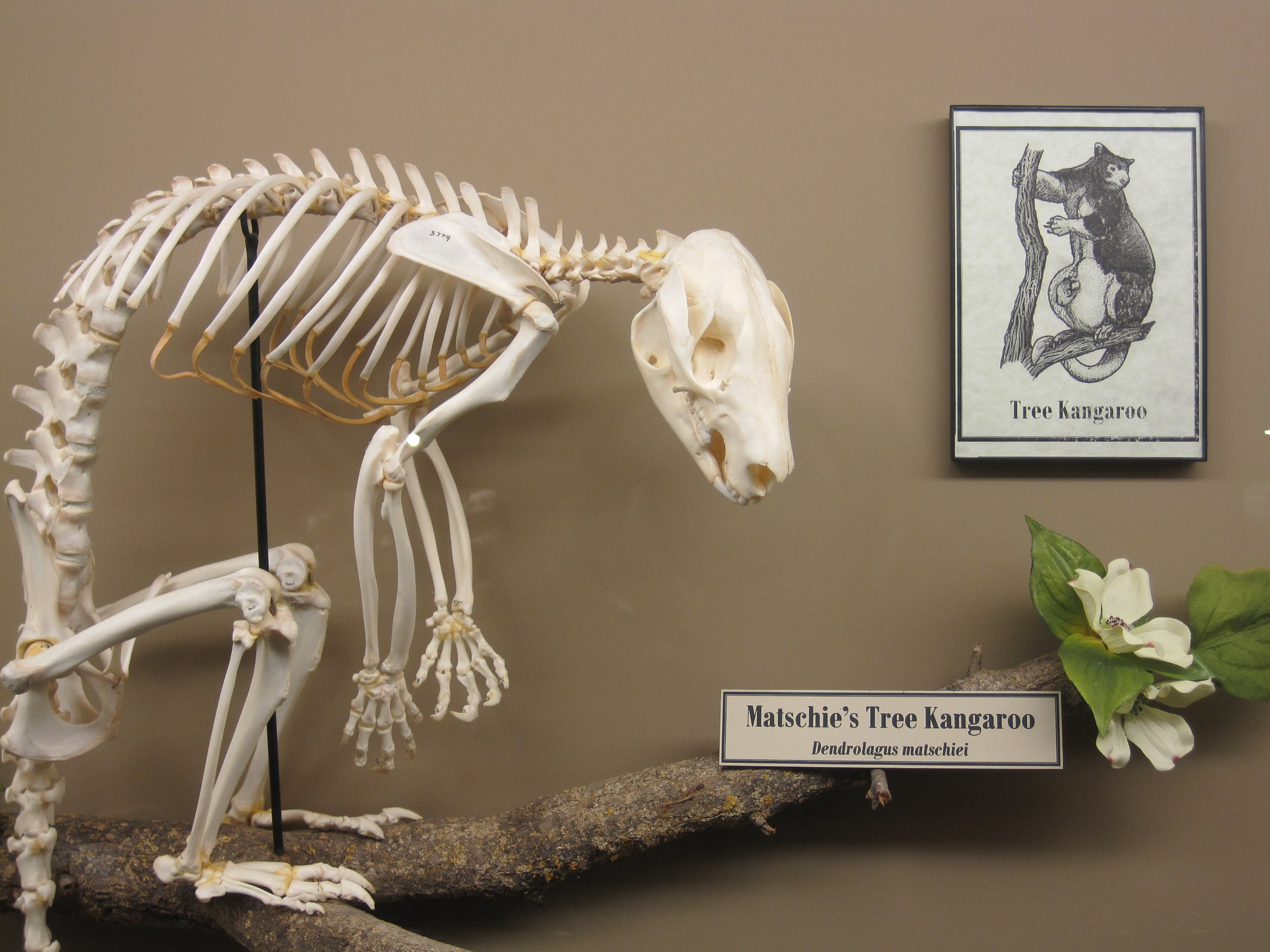
Skelett

Das Matschie-Baumkänguru (Dendrolagus matschiei) kommt endemisch auf der Huon-Halbinsel  im Nordosten von Neuguinea vor. Eine Population auf der Insel Umboi wurde wahrscheinlich vom Menschen eingeführt. Der wissenschaftliche Name ehrt den deutschen Biologen Paul Matschie.

## Aussehen
Das Matschie-Baumkänguru ist ein mittelgroßes, kurzschwänziges Baumkänguru. Weibchen erreichen eine Kopfrumpflänge von 51 bis 63 cm, Männchen sind in den meisten Fällen mit 61 bis 66 cm größer. Der Schwanz der Weibchen hat eine Länge von 45,5 bis 68,5 cm und bei den Männchen ist er 55,5 bis 62 cm lang. Das Gewicht der Tiere liegt zwischen 7 und 10,5 kg. Das Fell ist dicht und kontrastreich gezeichnet. Die Grundfärbung ist braun, Kehle, Brust, Unterarme und Unterschenkel, die Innenseiten von Armen und Beinen, Hände und Füße, der Schwanz, die Schnauze und die Ohren sind hell gelblich. Die genaue Ausdehnung der hellen Fellbereiche sind individuell verschieden.

## Lebensraum und Lebensweise
Das Matschie-Baumkänguru lebt in tropischen Gebirgsregenwäldern in Höhen von 1000 bis 3300 Metern und ist weitgehend nacht- oder dämmerungsaktiv. Die Tiere sind Einzelgänger, nicht häufig und bewohnen relativ weitläufige, in der Regel über 120 ha große Territorien. Überlappungen mit den Territorien anderer Tiere des gleichen Geschlechts kommen vor. Ein Kernterritorium wird aber möglicherweise verteidigt. Die Territorien der Männchen überlappen sich mit denen mehrerer Weibchen. Matschie-Baumkängurus ernähren sich vor allem von Blättern von Bäumen, Sträuchern, Farnen, Orchideen und Kräutern. Früchte und Blüten werden ebenfalls verzehrt, machen aber nur einen kleinen Teil der Nahrung aus. Insgesamt fressen Matschie-Baumkängurus Teile von über 100 Pflanzenarten. Die Tiere fressen sowohl auf Bäumen als auch am Bodengrund. In Gefangenschaft gehaltene Matschie-Baumkängurus fressen auch Eier und Fleisch und fangen kleine Vögel, die sie erreichen können.
Matschie-Baumkänguru vermehren sich das ganze Jahr über ohne eine spezielle Fortpflanzungszeit. Die Paarung findet bei in Zoologischen Gärten gehaltenen Tieren auf dem Erdboden statt. Die Tragezeit beträgt 44 bis 45 Tage. Das Weibchen bringt ein einzelnes Jungtier zur Welt, welches anschließend für etwa 9,5 Monate im Beutel heranwächst und insgesamt 12 Monate gesäugt wird. Weibchen erreichen mit einem Alter von 25 Monaten ihre Geschlechtsreife.

## Gefährdung
Das Matschie-Baumkänguru ist bedroht und wird in der Roten Liste der IUCN als „stark gefährdet“ geführt. Das gesamte Verbreitungsgebiet der Art ist weniger als 14.000 km² groß und die Gesamtzahl der ausgewachsenen Individuen wird auf nur 2500 Exemplare geschätzt.